# Cheolma-myeon
Cheolma-myeon (koreanska: 철마면) är en socken i landskommunen Gijang-gun i provinsen Busan, i den sydöstra delen av Sydkorea, 300 km sydost om huvudstaden Seoul. Anpyeong i den södra delen av socknen är slutstation för linje 4 i Busans tunnelbana.